# 1803 en philosophie
Chronologie de la philosophie
- 1799
- 1800
- 1801
- 1802
- 1803
- 1804
- 1805
- 1806
- 1807

L’année 1803 a été marquée, en philosophie, par les événements suivants :

## Événements
- Suppression par Bonaparte de l'Académie des sciences morales et politiques, fondée en 1795 ; elle sera restaurée en 1832 par François Guizot.

## Publications
- Fin de la publication de la revue allemande Kritisches Journal der Philosophie (« Journal critique de philosophie »), créée l'année précédente par Hegel et Schelling.
- Francesco Soave : La filosofia di Kant esposta ed esaminata.

## Naissances
- 25 mai : Ralph Waldo Emerson, philosophe américain, mort en 1882.

## Décès
- 18 janvier : Sylvain Maréchal, philosophe français, né en 1750.
- 9 février à Paris : Jean-François, marquis de Saint-Lambert, né à Nancy le 26 décembre 1716, est un militaire, philosophe, conteur et poète lorrain puis, après 1766, français.
- 15 octobre : Louis-Claude de Saint-Martin, philosophe français, né en 1743.